# Pisaura ancora
Espèce
Pisaura ancora est une espèce d'araignées aranéomorphes de la famille des Pisauridae.

## Distribution
Cette espèce se rencontre en Corée du Sud, en Chine et en Russie.

## Description
La femelle holotype mesure 11,98 mm, les mâles mesurent de 9,2 à 11,6 mm et les femelles de 10,3 à 11,3 mm.

## Publication originale
- Paik, 1969 : The Pisauridae of Korea. Educational Journal of the Teacher's College Kyungpook National University, vol. 10, no , p. 28-66.